# November 1986
Portal Geschichte | Portal Biografien | Aktuelle Ereignisse | Jahreskalender | Tagesartikel

◄ |
19. Jahrhundert |
20. Jahrhundert
| 21. Jahrhundert

◄ |
1950er |
1960er |
1970er |
1980er
| 1990er | 2000er | 2010er | ►

◄ |
1982 |
1983 |
1984 |
1985 |
1986
| 1987 | 1988 | 1989 | 1990 | ►

◄ |
August 1986 |
September 1986 |
Oktober 1986 |
November 1986 |
Dezember 1986 |
Januar 1987 |
Februar 1987 |
►
Dieser Artikel behandelt aktuelle Nachrichten und Ereignisse im November 1986.

## Tagesgeschehen

### Samstag, 1. November 1986

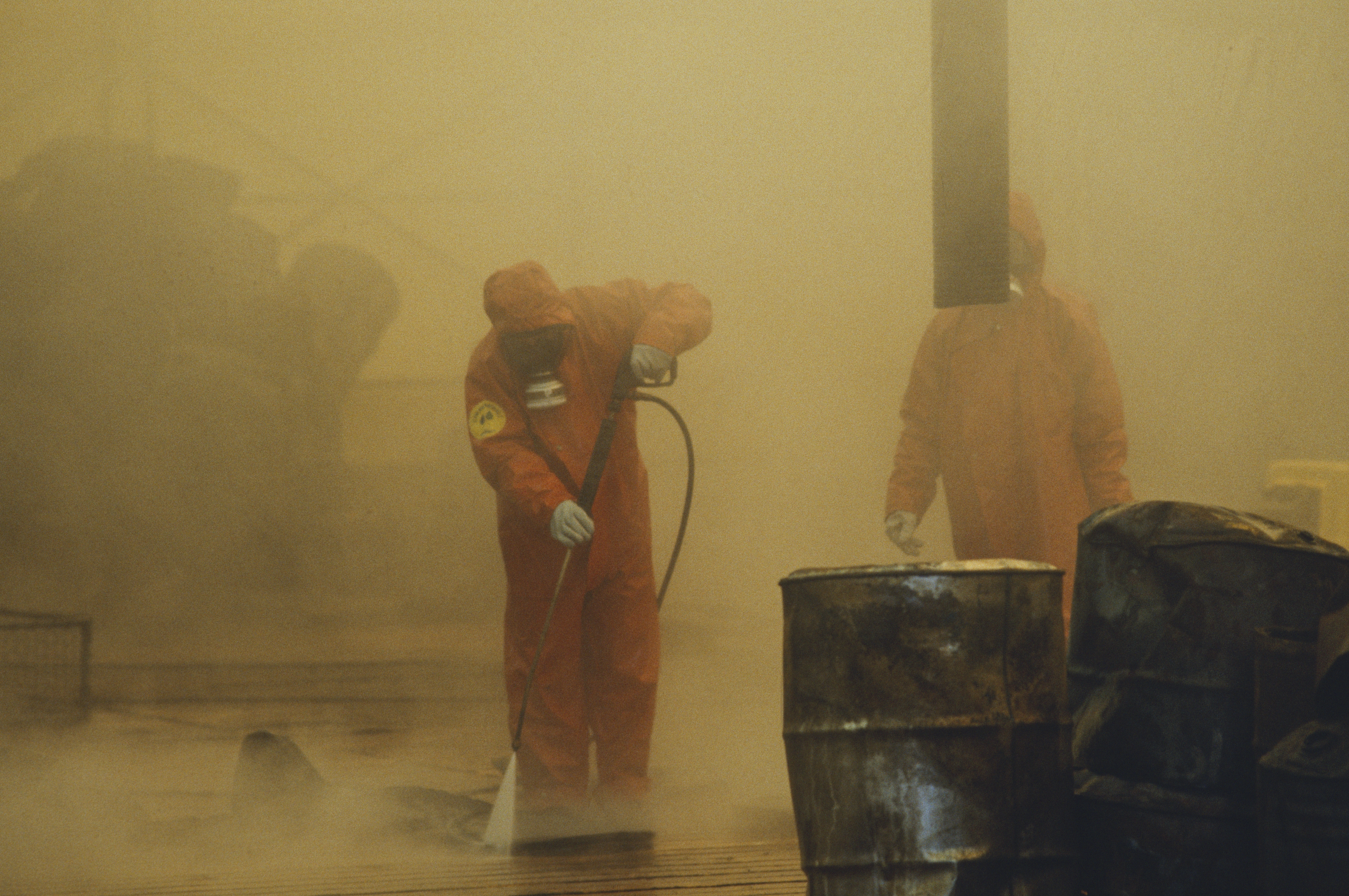
Aufräumarbeiten bei Sandoz in Muttenz

- Bonn/Deutschland: Der Ministerpräsident von Hessen Holger Börner (SPD) tritt sein Amt als Präsident des Bundesrates an.[1]
- Muttenz/Schweiz: Im Industriegebiet „Schweizerhalle“ bei Basel gerät eine Lagerhalle des Chemiekonzerns Sandoz in Brand. Das mit Pflanzenschutzmitteln belastete Löschwasser gelangt in den Rhein. Für viele Flussbewohner sind die Pflanzenschutzmittel lebensbedrohlich, v. a. für Fische. Ein sichtbares Zeichen für die Verteilung des Löschwassers im Rhein ist ein roter, ungiftiger Farbstoff.[2]

### Montag, 3. November 1986
- Beirut/Libanon: Die Zeitung Al-Shiraa zitiert den schiitischen Geistlichen Mehdi Hashemi aus dem Iran dahingehend, dass die Vereinigten Staaten über Israel an den Iran Kriegsgerät lieferten, um amerikanische Staatsbürger aus ihrer Geiselhaft im Libanon zu befreien. Hashemi kritisiert die Vorgehensweise der Islamischen Republik Iran scharf, da er sowohl in Israel als auch den Vereinigten Staaten die größten Feinde des Islam sieht.[3][4]

### Dienstag, 4. November 1986
- Teheran/Iran: Die Nachrichtenagentur IRNA und der Sprecher des iranischen Parlaments weisen auf einen „kürzlichen“ Besuch von Robert McFarlane und weiterer US-Amerikaner in Teheran hin. Das Ziel des Besuchs wird nicht erläutert, jedoch vermuten Beobachter ein Waffengeschäft als Gegenleistung für die Freilassung amerikanischer Geiseln im Nahen Osten. McFarlane war bis Dezember 1985 Sicherheitsberater des US-Präsidenten Ronald Reagan.[5]
- Washington, D.C./Vereinigte Staaten: Die Wahlen zum Repräsentantenhaus und zum Senat, auch bekannt als midterm elections (deutsch Halbzeitwahlen), ergeben zwei Jahre nach Beginn der zweiten Amtszeit des republikanischen US-Präsidenten Ronald Reagan Gewinne für die Demokraten in beiden Häusern. Im Repräsentantenhaus verteidigen sie die Mehrheit, im Senat erobern sie die Mehrheit von den Republikanern.[6]

### Mittwoch, 5. November 1986
- Madison/Vereinigte Staaten: Das u. a. von der Universität Wisconsin verwaltete Computernetzwerk CSNET als Betreiber der Internet Assigned Numbers Authority ordnet Deutschland auf Bitte des Deutschen Network Information Centers die länderspezifische Top-Level-Domain „.de“ zu.[7]

### Donnerstag, 6. November 1986
- Braine-le-Comte/Belgien: Die Polizei birgt aus dem Kanal Charleroi-Brüssel Jutesäcke, deren Inhalt einen Zusammenhang zwischen diversen Raubüberfällen und weiteren Auseinandersetzungen mit Schusswaffen herstellt. Innerhalb von vier Jahren begingen die Täter 16 schwere Delikte. Diese hatten 28 Todesopfer zur Folge und mindestens 20 weitere Menschen wurden verletzt.[8]
- Washington, D.C./Vereinigte Staaten: US-Präsident Ronald Reagan dementiert Berichte, nach denen die Vereinigten Staaten in der Vergangenheit Waffen an den Iran lieferten beziehungsweise selbige noch immer liefern.[9]

### Sonntag, 9. November 1986
- Hamburg/Deutschland: Bei der Bürgerschaftswahl verliert die SPD mit dem Ersten Bürgermeister Klaus von Dohnanyi als Spitzenkandidat ihre absolute Mehrheit. Gegenüber der letzten Wahl geht ihr Stimmenanteil um 9,6 % zurück und sie notiert mit 41,7 % hinter der CDU, für die sich 41,9 % der Wähler entscheiden. Die Grün-Alternative Liste profitiert von der Schwäche der SPD und steigert sich um 3,6 % auf 10,4 %. Da unter diesen drei Parteien keine Koalition möglich oder gewollt zu sein scheint, drohen wie bereits im Juni 1982 „Hamburger Verhältnisse“.[10]

### Donnerstag, 13. November 1986
- Washington, D.C./Vereinigte Staaten: In der Affäre um Waffenlieferungen der Vereinigten Staaten an den Iran widerruft US-Präsident Ronald Reagan sein Dementi aus der Vorwoche und erklärt in einer Ansprache an die Nation, dass er sein Einverständnis zu Lieferungen von „kleinen Mengen“ an Kriegsgerät gegeben habe, das Verteidigungszwecken diene.[11]

### Montag, 17. November 1986
- München/Deutschland: Der Landesverband Bayern e. V. im Börsenverein des Deutschen Buchhandels und die Stadt München verleihen den Literaturpreis Geschwister-Scholl-Preis an das Buch Gebranntes Kind sucht das Feuer der schwedisch-israelischen Schriftstellerin Cordelia Edvardson.[12]
- Paris/Frankreich: Mitglieder der linksextremistischen terroristischen Vereinigung Action Directe erschießen den Manager Georges Besse, dessen Amtszeit als Direktor der Werke des staatlichen Kfz-Herstellers Renault in den letzten 18 Monaten von der Entlassung von circa 21.000 Mitarbeitern geprägt war.[13]

### Freitag, 21. November 1986
- Edinburgh/Schottland: Das Badminton-Scottish Open beginnt. Mit einem Preisgeld von 15.500 Pfund wird das Turnier in die Kategorie 2 der Grand-Prix-Wertung eingestuft. Das Turnier endet drei Tage später mit einem Sieg des Engländers Steve Baddeley im Herreneinzel und der Schweding Christine Magnusson im Dameneinzel.

### Sonntag, 23. November 1986

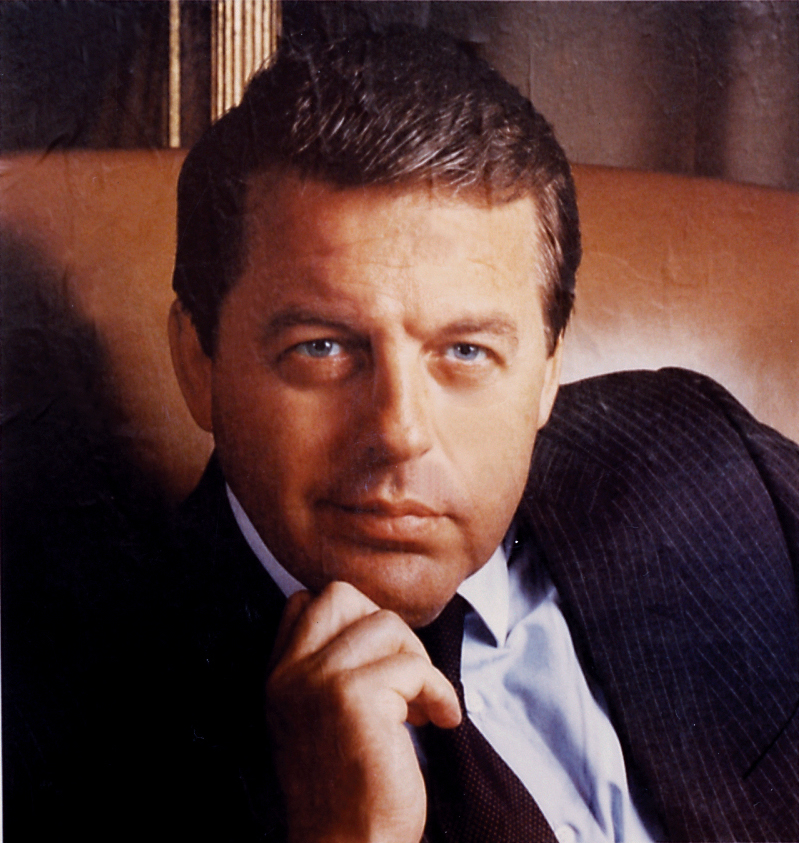
Franz Vranitzky (SPÖ), Österreichs amtierender Bundeskanzler

- Wien/Österreich: In Österreich finden nach dem Bruch der Regierungskoalition aus SPÖ und FPÖ vorgezogene Neuwahlen zum Nationalrat statt. Wie bei den letzten fünf Parlamentswahlen entfallen die meisten Stimmen auf die SPÖ, die 80 Mandate erhält. An zweiter Stelle folgt die ÖVP mit 77 Mandaten. Die FPÖ verbessert sich um sechs Mandate auf 18. Die Grüne Alternative schafft zum ersten Mal den Einzug in den Nationalrat, ihr stehen acht Mandate zu.[14]

### Dienstag, 25. November 1986

Ronald Reagan (rechts) unterrichtet in der Iran-Contra-Affäre u. a. Edwin Meese (Zweiter von links)

- Washington, D.C./Vereinigte Staaten: Während einer Pressekonferenz im Weißen Haus eröffnet der Rechtsberater der US-Regierung Edwin Meese, dass die US-Regierung Einnahmen aus Waffengeschäften mit dem Iran an die bewaffnete nicaraguanische Contra-Organisation weiterleitete, um deren Kampf gegen die sozialistische Regierung Nicaraguas zu unterstützen, obwohl der Kongress solche Hilfen seit 1982 mehrfach untersagte. US-Präsident Ronald Reagan verließ den Raum vor dem Zeitpunkt der Enthüllung.[15]

### Mittwoch, 26. November 1986
- Jasra/Bahrain, Khobar/Saudi-Arabien: Der Inselstaat Bahrain im Persischen Golf ist von heute an über den King-Fahd-Damm auch per Kraftfahrzeug erreichbar. Die Straße nach Saudi-Arabien führt über fünf Plattenbalken-Brücken sowie Dämme und kleine Inseln und ist circa 25 km lang.[16]
- Washington, D.C./Vereinigte Staaten: US-Präsident Ronald Reagan ernennt den ehemaligen Senator John Tower zum Vorsitzenden einer Kommission zur Aufklärung der Iran-Contra-Affäre. Beide sind Mitglied in der Republikanischen Partei.[17]

### Freitag, 28. November 1986
- Teheran/Iran: Der Sprecher des iranischen Parlaments Hojatolislam Rafsanjani bestreitet, dass die iranische Seite wusste, wohin das von ihr an die Vereinigten Staaten für verdeckte Waffenlieferungen gezahlte Geld floss. Die US-Regierung gestand ein, dass die Contra-Organisation, die in Nicaragua für die Entmachtung der Regierung unter Daniel Ortega kämpft, Empfänger der Einnahmen war. Rafsanjani bestätigt, dass sich die Vereinigten Staaten von dem Geschäft eine Mitwirkung des Iran bei der Befreiung amerikanischer Geiseln im Nahen Osten versprachen.[18]